# 坪洲駅
坪洲駅（へいしゅう-えき）は深圳市宝安区に位置する深圳地下鉄羅宝線の駅。

## 駅構造
- 島式ホーム1面2線を有する地下駅。ホームドアを設置。

| 羅宝線ホーム (B2F) | ←■羅宝線 機場東方面 |
| 羅宝線ホーム (B2F) | 島式ホーム          |
| 羅宝線ホーム (B2F) | ■羅宝線 羅湖方面→   |

## 歴史
- 2011年6月15日 - 開業。

## 隣の駅
深圳地下鉄
■羅宝線
西郷駅 - 坪洲駅 - 宝体駅